# Route nationale 304
Die Route nationale 304, kurz N 304 oder RN 304, war eine französische Nationalstraße.
Die Straße wurde 1933 zwischen Joinville-le-Pont und Esternay festgelegt. 1949 wurde sie komplett von der Nationalstraße 4 übernommen. Ab 1990 wurde die Nummer für den Abschnitt von Aubenas bis Loriol-sur-Drôme der Nationalstraße 104 erneut verwendet, da die Francilienne die N 104 zugewiesen bekam. 2006 wurde dann diese Straße zu den Départementsstraßen 104 und 104N abgestuft.
Zum 1. Januar 2024 wurde die N 4 zwischen dem Ende der Schnellstraße bei Vaudoy-en-Brie und der Departementgrenze zwischen Seine-et-Marne und Marne zur D 1004 abgestuft.